# Heiner Jacob
Heiner Jacob (* 1943; † 21. Januar 2013 in Köln) war ein deutscher Designer, der als Professor für Corporate Identity und Unternehmenskommunikation an der Köln International School of Design (KISD) lehrte.

## Leben und Wirken
Heiner Jacob studierte Visuelle Kommunikation an der Hochschule für Gestaltung in Ulm und Stadtplanung an der Rutgers University in New Jersey. Er wurde zum Sommersemester 1991 an den Fachbereich Design der Fachhochschule Köln berufen, der heutigen Köln International School of Design, und arbeitete dort bis zu seiner Emeritierung im Jahr 2010. Er gehörte dort zu den ersten Professoren dieses Fachbereichs, den er entscheidend mitgestaltete.
Er war Mitarbeiter von Otl Aicher für die Olympischen Sommerspiele 1972 in München und wirkte viele Jahre als Designer in London sowie als Dozent in Cholula in Puebla, Mexiko. Danach praktizierte und lehrte er zu etwa gleichen Teilen: Er leitete Corporate-Identity-Projekte bei Wolff Olins in London und Sedley Place Design in Berlin und unterrichtete im Kommunikationsdesign an Hochschulen in Großbritannien, Kanada und Deutschland.
Bei einer Forschungsreise besuchte er führende Ausbildungsstätten für Design in Europa und den USA. In seiner Freizeit begeisterte sich für präkolumbianische Architektur sowie für Jazz.